# Barrage de Dasu
Le barrage de Dasu est un barrage en construction sur l'Indus, à proximité de la ville de Dasu du district du Kohistan, au nord de la province de Khyber Pakhtunkhwa au Pakistan. 
Entamé en 2020, le barrage devrait être finalisé en 2025. Avec 4 320 MW, il sera le deuxième plus puissant barrage du pays après Tarbela et parmi les trente plus puissants au monde. 

## Histoire
Le projet de barrage a été approuvé par le gouvernement pakistanais en 2001 dans le cadre de son projet « vision 2025 » et les études de faisabilités sont terminées en 2009. En 2014, son coût est estimé à 4,3 milliards de dollars.
Après des travaux préparatoires débutés en 2017, l’entreprise chinoise Gezhouba entreprend le détournement du cours d'eau en 2018. En novembre 2019, l'agence pakistanaise La compagnie nationale des eaux Water & Power Development Authority (en) a pour ce faire, fait appel à des expertises américaine, japonaise et australienne notamment. La WAPDA a formulé un programme national complet de développement des ressources en eau et de l'hydroélectricité de 25 à 33 milliards de dollars, intitulé Water Vision 2025. Les projets Water Vision 2025 devraient générer 16 000 MW d'hydroélectricité. 
Pour ce projet de barrage , la WAPDA a signé un contrat de coentreprise avec deux entreprises chinoises pour réaliser le projet. L'inauguration de la centrale est prévue pour fin 2024. 
Le 4 juillet 2021, l'attentat de Dasu, qui causa l'explosion d'un autocar, qui transportait des employés du chantier, a fait treize victimes dont neuf chinois. La Chine bouleversée par cet attentat, gela les travaux en demandant une meilleure protection et une indemnisation.

## Caractéristiques
Le barrage affichera une hauteur de 242 mètres et se verra associé à une centrale hydroélectrique qui sera réalisée en deux étapes, à savoir deux fois six turbines Francis de 360 MW chacune, pour un total de 4 320 MW. Lors de son inauguration, il sera ainsi le deuxième plus puissant barrage du pays après Tarbela mais devrait être rapidement dépassé par le barrage de Diamer-Bhasha et ses 4 500 MW.